# Quincy, Massachusetts
Quincy är en stad i Norfolk County i Massachusetts, USA. År 2005 hade Quincy ungefär 89 200 invånare. I nordväst gränsar staden till Boston och ingår även i Bostons storstadsområde. 
Quincy grundades år 1625 och har idag en mångsidig industriverksamhet med bland annat maskin-, elektronik-, kemisk- och plastindustri. Populära turistmål är de många badstränderna längs atlantkusten.

## Kända personer från Quincy
- Brooks Adams, historiker
- John Quincy Adams, USA:s 6:e president
- Carl Andre, skulptör
- John Cheever, författare
- Bill Delahunt, politiker
- Illeana Douglas, skådespelare
- Ruth Gordon, skådespelare och manusförfattare
- Sallie McFague, teolog
- Joe Proctor, MMA-utövare
- Lee Remick, skådespelare
- Tommy Tuomikoski, jazzmusiker